# Aquarius (kortspel)
Aquarius är ett kortspel skapat av Andrew Looney och utgivet av Looney Labs. Spelet liknar spelet domino. Kortdesignen har influerats av hippierörelsen och Peter Max psykedeliska konst. Det finns två utgåvor av spelet. Första utgåvan innehåller 5 målkort, 15 actionkort och 40 elementkort. Den nuvarande andra utgåvan har 5 målkort, 18 actionkort, 55 elementkort och 1 "Wild"-kort.

## Regler och spelets uppbyggnad
Varje spelare delas ut en hand med tre kort, plus ett av de fem målkorten, som visar ett av de fem elementen: jord, luft, eld, vatten eller rymd (kallad "eter" i första upplagan). Resterande kort bildar däcket. Ett första kort läggs med sidan uppåt på bordet. Spelaren med det längsta håret börjar. Målet är att länka sju kort med sitt målelement. Målkorten hålls hemliga under matchen, så man måste bluffa och blockera de andra spelarna för att vinna.
När det är ens tur drar man ett kort från däcket och väljer sedan ett kort att lägga bredvid ett av de andra korten på bordet enligt det här mönstret: jord bredvid jord, luft bredvid luft och så vidare. Man får inte länka korten diagonalt. Om man lyckas matcha sitt kort med mer än ett kort, får man dra ett kort i däcket för varje extra matchning. Spelaren som först lyckas matcha 7 kort med sitt målelement vinner.
Elementkorten visar en, två eller fyra av de fem elementen. I första utgåvan spelades elementen endast ut i vertikala eller horisontella block. Andra utgåvan lade till 15 nya två-elementkort med blocken inriktade diagonalt (hörn-till-hörn).
Andra kort i däcket gör att man kan byta mål, eller ändra placeringen på korten på bordet. Dessa kort kallas "Action Cards".  I spelets första upplaga fanns det 3 av vardera 5 olika typer av Action Cards: 
- Trade Goals: Med det här kortet kan man byta målkort med den spelare man väljer.
- Shuffle Goals: Med det här kortet kan man samla alla målkort, inklusive de som inte spelas, och dela ut nya mål till varje spelare.
- Trade Hands: Med det här kortet kan man byta hand med den spelare man väljer.
- Zap A Card: Man väljer ett av korten som lagts på bordet och lägger det i sin hand. (När man använder detta kort får man 4 kort i handen istället för de vanliga 3.)
- Move A Card: Välj ett av korten som lagts på bordet och flytta det till en ny plats – observera att elementen måste fortsätta matcha.

I spelets andra utgåva har korten Shuffle Goals ersatts av två nya Action-typ (igen, 3 av vardera i däcket): 
- Rotates Goals: Spelaren som spelare det här kortet säger åt sin medspelare att låta rotera målkorten i den riktning hen vill: alla ger sitt målkort till spelare till vänster eller till höger.
- Shuffle Hands: Spelaren som spelar det här kortet samlar spelarnas alla händer, blandar alla kort och delar ut dem jämnt genom att börja med sig själv.

I den andra utgåvan finns det också förenklade regler, så kallade "Preschooler" för att anpassa spelet till 3 olika nivåer:
- Elemental Connections: för barn i 3–4-årsåldern: inga målkort eller Action cards används, sista spelaren som lägger ett kort vinner.
- Basic Aquarius: för barn i 5–6-årsåldern: inga Action cards används, spelas som enligt reglerna ovan men man kan lägga till regeln att spelarna under 7 år behöver matcha bara så många Element-kort som sin ålder.
- Single-Action/Reduced-Action Aquarius: för barn från 6-årsåldern och uppåt: endast en typ av Action Card används (till exempelTrade Goals), när spelarna har bekantat sig med det Action-kortet, kan man successivt lägga andra Action-kort i spel.

## Expansion
Looney Labs har lagt till ett kort i Aquarius: "Wild"-kortet.  Det är illustrerat med alla 5 element och kan användas för att ersätta en kort med ett enda element. Kortet ingår i spelets andra utgåva.